# Ahmed Aboutaleb
Ahmed Aboutaleb (Beni Sidel, 29 d'agost de 1961) és un polític marroquinoneerlandès del Partit del Treball (PvdA, en les sigles en neerlandès). És l'alcalde de Rotterdam des del 5 de gener de 2009. Abans havia estat secretari d'Estat d'Afers Socials i Ocupació del 22 de febrer de 2007 al 12 de desembre de 2008, en el gabinet Balkenende IV.
És el primer alcalde d'una gran ciutat dels Països Baixos que és d'origen immigrant de fe musulmana; Aboutaleb és d'ascendència amaziga del Rif i amb doble ciutadania dels Països Baixos i del Marroc.

## Biografia
Ahmed Aboutaleb va néixer el 29 d'agost de 1961 a Beni Sidel (Marroc). Es va criar com a fill d'un imam sunnita i amazic del Rif en un petit poble de la província de Nador, a la regió del Rif. Juntament amb la seva mare i els seus germans es va traslladar als Països Baixos el 1976, quan ell tenia quinze anys.
Aboutaleb després va estudiar telecomunicacions en diferents escoles fins a arribar a una hogere technische school (una escola de ciències aplicades als Països Baixos), on es va llicenciar en enginyeria.
Després de graduar-se, va trobar feina com a reporter a Veronica, a l'emissora de ràdio NOS i a RTL Nieuws. També va treballar al departament de relacions públiques del Ministeri de Salut dels Països Baixos. El 1998, Aboutaleb es va convertir en director de l'organització Forum, un institut sobre el multiculturalisme als Països Baixos. També va treballar com a funcionari a l'Ajuntament d'Amsterdam.

### Carrera política

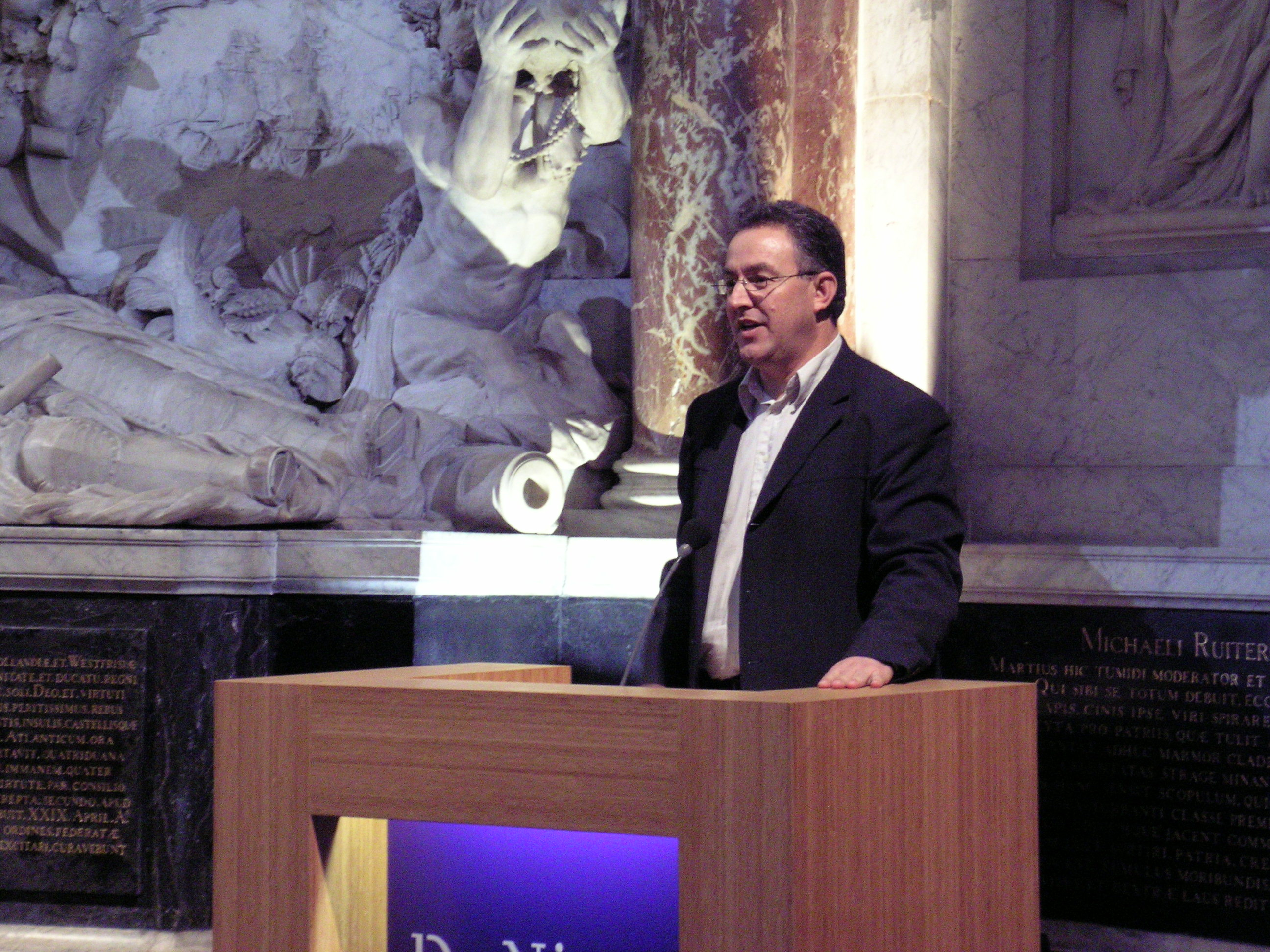
Ahmed Aboutaleb el 2006

El gener de 2004 Aboutaleb va substituir el regidor d'Amsterdam Rob Oudkerk, immers en un cúmul d'escàndols. El líder del Partit del Treball, Wouter Bos, al seu llibre Wat Wouter Wil va afirmar que si el Partit del Treball hagués de participar en la formació del proper govern després de les eleccions de 2006, oferiria a Aboutaleb el càrrec de ministre. El mateix Aboutaleb va sostenir llavor que volia centrar-se en el seu treball com a regidor i que l'"important primer és que PvdA guanyi les eleccions."
Quan el PvdA realment va formar part d'una nova coalició, a Aboutaleb simplement se li va oferir el càrrec de secretari d'Estat d'Afers Socials, però va afirmar que no li importava una posició menor i que creia que podia aprendre molt de Piet Hein Donner, ministre d'Afers Socials.
Juntament amb un altre alt càrrec, Nebahat Albayrak, d'origen turc, va ser criticat per Geert Wilders per tenir doble ciutadania. Segons Wilders i el seu partit, els ministres del govern no han de tenir doble nacionalitat, cosa que afirmen que implicaria una doble fidelitat.
El 31 d'octubre 2008 Aboutaleb va ser nomenat alcalde de Rotterdam. Va substituir l'anterior alcalde, Ivo Opstelten, el 5 de gener de 2009. Jetta Klijnsma va succeir-lo com a secretari d'Estat.

### Traductor
Aboutaleb és també un admirador de la poesia, especialment la poesia àrab. Va traduir poemes d'Adonis, el poeta viu més conegut en àrab, molt poca obra del qual s'havia traduït al neerlandès. El juny de 2010 va presentar alguns dels seus poemes traduïts de l'àrab a Rotterdam durant l'esdeveniment Poetry International.